# Медельби
Медельби (нем. Medelby) — община в Германии, в земле Шлезвиг-Гольштейн.
Входит в состав района Шлезвиг-Фленсбург. Подчиняется управлению Шаффлунд. Население составляет 891 человек (на 31 декабря 2010 года). Занимает площадь 9,75 км².

## Известные уроженцы и граждане
- Георг Каликст (1586—1656) — лютеранский богослов.